# Debordo Leekunfa
 (décembre 2021).
Si vous disposez d'ouvrages ou d'articles de référence ou si vous connaissez des sites web de qualité traitant du thème abordé ici, merci de compléter l'article en donnant les références utiles à sa vérifiabilité et en les liant à la section « Notes et références ».
Debordo Leekunfa de son vrai nom Patrick Tanguy Séry Digbeu, né le 20 décembre 1984 à Abidjan en Côte d'Ivoire dans la Région des Lagunes, est un chanteur et auteur-compositeur-interprète et vidéoman ivoirien

## Biographie
Résidant avec sa grand-mère à SICOGI Koumassi (Abidjan) et élève au collège Voltaire à Marcory, Patrick Sery pratique l'école buissonnière, et passe son temps à trainer dans la rue. Ainsi, il finit par abandonner l'école, côtoyer les drogués et s'adonner au banditisme dans les ghettos de la cité de Koumassi, malgré les conseils de sa grand-mère : « Mon dernier coup, c’était une nuit. j’ai agressé un pauvre monsieur à qui j’ai soutiré argent et portable cellulaire », révèle l’artiste. Debordo est de l'ethnie Bété et Gouro.

### Début de carrière (2004–2008)
En 2004, avec l’avènement du coupé-décalé à Paris un an à peine et la naissance du « phénomène DJ » en Côte d'Ivoire, il commence à s'exercer aux platines avec l'aide de Java DJ. Il officie au célèbre maquis « La Cour des Grands » au Mille maquis à Marcory. Puis, Debordo Leekunfa traverse la rive pour officier comme disc-jockey et ambianceur du côté de la Rue Princesse (à Yopougon) au maquis « Le Shangaï » où exerçait aussi en tant que Disc-jockey DJ Arafat ou encore Mareshal DJ. C'est ici qu'il commence à se faire un nom dans le milieu du showbizz ivoirien.
Ensuite, Debordo DJ décide de partir en occident. Avec les difficultés d'immigration notamment en Europe, un homme lui promet un visa pour la Suisse contre de l'argent. Debordo DJ réunit une somme de cinq millions de francs CFA (soit plus de 7 600 €). Mais le DJ se rendra compte de l'escroquerie et ne sera jamais remboursé.
Debordo DJ décide finalement de se dédier totalement à la musique. Il sort un opus qui fera une entrée timide sur le marché malgré des featurings avec Nash du Gbonhi, Mokobé du groupe 113 sur le morceau « Colgata » et aussi avec Les Las groupe un groupe franco-ivoirien sur le morceaux Boucan classique. Mais, les professionnels de la musique décèlent déjà en lui un timbre vocal intéressant et un fin maniement des « attalakus ».),), Debordo Leekunfa est un auteur-compositeur et chanteur de coupé-décalé, parfois teinté de ndombolo congolais, d’afro-pop, d’afro-reggae ou de ragga/dancehall… Surnommé "Tché koroba" ("vieil homme" en dioula ou bamana ou bambara), puis "Opa" ("le vieux"), Debordo Leekunfa s’illustre en 2008 avec des chansons comme "Au secours" et "Fouka-fouka", suivi, en 2009, de "American Soldier" qui connaît un énorme succès sur les plateformes de téléchargement (plus de 730.000 vues sur youtube). ”

### Duo avec DJ Arafat(2008–2009)
Mais le décollage intervient courant 2008-2009, soit environ deux ans après le single « Kpangor » balancés sur le marché en duo avec DJ Arafat de retour de ses aventures parisiennes (également ex-DJ au Shangaï). Les deux DJ décident de former un duo, qui deviendra un tandem de feu à l'origine de dizaines de tubes sur le continent africain en  l'espace de 3 ans seulement. On compte parmi ces succès : « Kpangor », « Confirmation Kpangor », « Lebede 1 et 2 », « 25 25 Arachide ». Ces tubes dotés de nouveaux concepts et danses s'imposent très vite et arrivent en tête des classements ouest-africains. S'accompagnent à ces tubes, des freestyles de ou encore attalakus d'environ 10 minutes qui vont s'imposer sur les marchés, à savoir « le spéciale Stéphane Sessègnon et Marie-Claude Sessegnon » (été 2009 en duo avec DJ Arafat) ou encore « Le spécial Rigobert Song ».
En été 2009, alors en tournée aux États-Unis, Debordo Leekunfa depuis décide de se séparer de son binôme Arafat pour des histoires de leadership. S'ensuivra de nombreuses déclarations plus ou moins acerbes dans la presse. L'affrontement gagnera aussi le domaine musical, les deux disc-jockey s'affrontent indirectement dans leur chanson (Arafat DJ affirme dans le morceau Bouda « Je t'ai nettoyé. Je t'ai fabriqué. Aujourd'hui tu gâtes mon nom. », Debordo lui répond « J'ai aidé beaucoup de mes camarades, mais ils ne sont pas prêt pour moi Oh ! »).Le conflit entre Debordo Leekunfa et son feu allié, Arafat Dj est le fait qui l’a le plus mis sous le feu des projecteurs au cours de sa carrière. En effet, après avoir mal digéré leur séparation, les deux artistes, ainsi que leurs différents fans, s’étaient lancés dans une vague de clash, allant jusqu’aux productions musicales visées. Et cela ne s’est arrêté qu’après le décès de Dj Arafat.
En décembre 2009, les deux chanteurs partisans de la cité de Yopougon (opposé à Marcory dans le milieu musical ivoirien) se réconcilient et donnent pour l'occasion un concert live gratuit de 1h30 au gigantesque maquis le « Monde Arabe » sur la mythique Rue Princesse qui a fait le succès d'Arafat DJ.
Mais lors de leur séparation, Debordo Leekunfa avait mis sur le marché un single intitulé American Soldier qui devient très vite un succès continental. Le clip vidéo est un véritable mini-film avec effets spéciaux. Ainsi, malgré leur réconciliation, le « Tchékoroba » décide d'entamer une carrière solo.
Aujourd'hui, Debordo Leekunfa est l'un des chanteurs les plus sollicités du mouvement coupé-décalé, et pose sa voix dans de nombreuses chansons à succès.
En janvier 2011, la rivalité entre DJ Arafat et Debordo Likoufa reprend de plus belle, à l'instar de Notorious B.I.G. et Tupac aux États-Unis dans les années 1990. Dans le morceau Rage 202, DJ Arafat lance une pique à son ancien binôme : « on est fatigué d'écouter ton seul morceau trévéli-trévélou ». En effet, depuis près d'un an, Debordo n'a plus sorti de nouvelle œuvre, préférant effectuer des tournées de longue durée à l'étranger. Cependant la réponse de Debordo DJ ne se fait pas attendre, ce dernier répond au Yorobo dans un morceau intitulé OPA à la Nation Ivoirienne, alliant vulgarité et confession.

## Vie privée
- Le 4 juin 2016, en partance pour Bouaké, il est victime d'un grave accident de la route[10].

### Altercations
En août 2009, après une dispute de leadership, il se sépare de son binôme DJ Arafat avec lequel il a connu le plus de succès. Le duo choc connait une crise au point que leurs déclarations dans la presse deviennent pour le moins acerbes : Arafat DJ accuse Debordo Leekunfa d'être « jaloux de son succès » et d'avoir essayé de le tuer en l'empoisonnant. En décembre 2009, les deux chanteurs partisans de la cité de Yopougon (opposé à Marcory dans le milieu musical ivoirien) se réconcilient et donnent pour l'occasion un concert live gratuit de 1h30 au gigantesque maquis le « Monde Arabe » sur la mythique Rue Princesse qui a fait le succès de Debordo .
En janvier 2011, la rivalité entre Debordo Leekunfa et DJ Arafat reprend de plus belle, à l'instar de Notorious B.I.G. et Tupac aux États-Unis dans les années 1990. Dans le morceau « Rage 202 », DJ Arafat lance une pique à son ancien binôme : « on est fatigué d'écouter ton seul morceau trévéli-trévélou ». Car depuis près de 2 ans, Debordo n'avait plus sorti de nouvelle œuvre, préférant effectuer des tournées de longue durée à l'étranger. Cependant la réponse de Debordo (désormais "Opa la nation" - "Le père de la nation") ne se fait pas attendre, ce dernier répond au Yorobo dans un morceau intitulé « Vérité » alliant vulgarité et confession. Deux jours après la diffusion de ce titre, DJ Arafat répond à Debordo avec le morceau « Reste tranquille Rantanplan » sans prendre de gants. Ensuite il a eu des problèmes avec de multiples personnes tels que Gros Bedel (manager), etc.

## Discographie

### Albums
- 2013 : Opah A La Nation[13]

### Singles
- 2008 : Au secours
- 2008 : Fouka-fouka
- 2009 : American soldier
- 2010 : Opa la nation (Vérité)
- 2011 : Rien que la nation
- 2011 : Vive la nation
- 2012 : Célébration
- 2013 : Persévérance
- 2013 : Pardonne moi
- 2013 : Massada Coco
- 2014 : Apéritif yamoukidi
- 2015 : Shake your body
- 2015 : N'enfant gâté
- 2016 : Gnangan Gnangan Style
- 2017 : Pikimin
- 2017 : Gloire à Dieu
- 2017 : Robot Macador
- 2018 : Agaza Gaza
- 2019 : Spécialité Ivoirienne
- 2019 : QDS
- 2021 : Massaii
- 2021 : Detounounan[14]
- 2022 : Toxique love
- 2024 : Djénéba Djaba[15],[16]

### Collaboration
- 2006 : Le Dernier Kata avec Jeannot H DJ
- 2008 : Kpangor en duo avec DJ Arafat
- 2008 : Kpangor act2 en duo avec DJ Arafat
- 2008 : Kpangor avec Eric Olomidé
- 2009 : Suspense avec Jean-Jacques Kouamé
- 2009 : Reinta Fouinta avec DJ Arafat et Claire Bailly
- 2009 : La marche en Avant avec DJ Mouss Ramazan & DJ Arafat
- 2009 : Tourbillon avec DJ Heritier et Dj adebayor feat. DJ Arafat
- 2009 : La lâcheté avec DJ Kedjevara
- 2009 : Coup du marteau avec DJ Tanguy Denon, Yabongo et DJ Manu TGV
- 2009 : Lebede 2 (feat. Arafat DJ)
- 2009 : Lebede Spot 2009 (feat. Arafat DJ)
- 2009 : 25 25 arachide reload (feat. Arafat DJ)
- 2009 : Rigobert Song
- 2009 : Attalaku Stéphane Sessegnon et Marie-Claude (feat. Arafat DJ)
- 2010 : À quelle l'heure Act 1 avec Abobolais, DJ Lewis, Ronaldo R9 et DJ Mix 1er
- 2010 : Coup du pilon avec Vitale
- 2010 : Mr & Mme Dehors avec Erickson Le Zulu et Ronaldo R9
- 2010 : Egoïsme avec Bamba ami sarah et S Kelly
- 2010 : Smakpess avec DJ Jacob
- 2011 : OPA la nation (vérité)
- 2011 : Degamage attalaku
- 2011 : On s'éclate avec Bebi Philip
- 2011 : Technico de retour avec Technico et DJ mix 1er
- 2011 : La main de Dieu avec Eric Olomidé
- 2011 : Foutamabeletique avec Jonaly l'infalsifiable et Ronaldo R9
- 2012 : Hommage à Djakiss (feat. DJ Mix)
- 2013 : Atalaku(feat. DJ S Kelly), Baré man bara)
- 2013 : Erickson le zulu (feat. Debordo DJ, R9 Ronaldo Kanigba)
- 2019 : Babi Foot avec DJ Moasco

## Récompenses et nominations
- 2016 : Concept de l'année aux Awards du coupé-décalé